# Amblyseius leonardi
Amblyseius leonardi är en spindeldjursart som beskrevs av D. McMurtry och Moraes 1989. Amblyseius leonardi ingår i släktet Amblyseius och familjen Phytoseiidae. Inga underarter finns listade i Catalogue of Life.